# Sporazum o pomorskoj granici između Gabona i Svetog Tome i Principa
Sporazum o pomorskoj granici između Gabona i Svetog Tome i Principa je ugovor iz 2001. između Gabona i Svetog Tome i Principa kojim se utvrđuje pomorska granica između dviju zemalja.
Sporazum je potpisan u São Toméu 26. travnja 2001. Granica utvrđena tekstom ugovora relativno je ravna crta sjever-jug i izričito je definirana kao linija na jednakoj udaljenosti između otoka São Tomé i Príncipe i kopna Gabona. Granica se sastoji od pet pravocrtnih pomorskih segmenata definiranih sa šest pojedinačnih koordinatnih točaka. Teorijska tromeđa na sjeveru — s Ekvatorskom Gvinejom — i teorijska tromeđa na jugu — s Kamerunom — još uvijek nisu uspostavljene između uključenih država.
Ugovor još nije stupio na snagu jer ga još nisu ratificirale obje zemlje. Puni naziv ugovora je Sporazum o razgraničenju pomorske granice između Gabonske Republike i Demokratske Republike São Tomé i Príncipe .